# Gudh Fader uthi Himmelrijk
Gudh Fader uthi Himmelrijk är en gammal psalm i 20 verser som endast fanns med i 1695 års psalmbok. Enligt Högmarck (1736) är ursprunget den tyska psalmen Gott Vater in dem Himmelreich av superintendenten och professorn i Stralsund, Gripswald och sedermera i Wissmar Johan Frederus. Enligt samma källa översattes texten till svenska av Karl IX:s och Gustav II Adolfs hovpredikant Jonas Palma Smolandus.
Psalmen inleds 1695 med orden:
Gudh Fader uthi Himmelrijk
Gudz Son och Ande sannerlig
I 1697 års koralbok anges att melodin också används till psalmerna På Gud, vår Fader, jag nu tror (nr 8), Vår Fader, som i himlen är (nr 9) och O du, vår Herre Jesu Krist (nr 159).

## Publicerad som
- Nr 296 i 1695 års psalmbok under rubriken "Böne-Psalmer".

## Fotnoter
1. ↑  Högmarck, Lars, Psalmopoeographia, Stockholm, 1736.